# Cazasu
Cazasu è un comune della Romania di 3 145 abitanti, ubicato nel distretto di Brăila, nella regione storica della Muntenia.